# 冒名頂替症候群
冒名頂替症候群（英語：Impostor syndrome），亦稱為冒名頂替現象（英語：impostor phenomenon）、騙子症候群（英語：fraud syndrome）。這個名稱是在1978年由臨床心理學家克蘭斯博士（英語：Pauline R. Clance）與因墨斯（英語：Suzanne A. Imes）所提出，用以指稱出現在成功人士身上的一種現象。
患有冒名頂替症候群的人無法將自己的成功歸因於自己的能力，並總是擔心有朝一日會被他人識破自己其實是騙子這件事。他們堅信自己的成功並非源於自己的努力或能力，而是憑藉著運氣、良好的時機，或別人誤以為他們能力很強、很聰明，才導致他們的成功 。即使現實環境中的證據指明，他們確實具備優秀才能，他們還是認為自己只是騙子，不值得獲得成功。有研究顯示，冒名頂替症候群在高成就女性當中較為常見 ；同時也有研究指出男性與女性的盛行率沒有差異。

## 背景
冒名頂替症候群並不被視為精神疾患，不過臨床心理學家對此現象從事不少研究。傳統認為冒名頂替症候群是一種人格特質，但近年來研究者傾向於把它視為對特定情況的反應，雖然某些人較容易出現此症狀，或是症狀較其他人嚴重，但目前的證據並不支持將之歸類為一種人格特質。

## 表現
因墨斯與克蘭斯歸類出幾項冒名頂替症候群的表現：
- 勤奮：這些人通常非常努力工作，從他們的角度來看，這是為了避免讓別人發現自己是騙子。但是勤奮工作會換來更多成功與掌聲，讓他們持續陷入擔心被識破的輪迴中。
- 名不副实的感觉：这些人因为可以感知到上司想要得到的答案，反而更自认为名不副实。就算向他们展示他们具备能力的证据，也会增加他们对自己的质疑。
- 自以为滥用自己的魅力：某些人除了展現工作能力外，可能會在職場運用自己的魅力來獲得讚許[2]，但當他們獲得認可後又會認為自己的成就完全是依靠魅力得來的，與自己的工作能力無關。
- 避免展露实力：为了避免被人认为名不副实，这些人往往倾向于避免暴露自己的实力，于是认为自己不聪明也没有才能[5]。

## 普及率
1980年代初期的研究指出，五名成功人士中有兩名認為自己是騙子，另有研究發現有百分之七十的人或多或少都曾經認為自己是騙子。
曾經歷過此症狀的名人包括：編劇查克·洛里 、暢銷作家尼爾·蓋曼 、暢銷作家約翰·葛林、商業界強人、美國聯邦最高法院大法官索尼娅·索托马约尔 、與演員艾瑪·沃特森。
愛因斯坦在他臨終前有可能也遭遇此症狀。